# Baštice
Baštice (slezsky Baščica) je potok v Moravskoslezském kraji, přítok řeky Ostravice, který odvodňuje malé území v podhůří Moravskoslezských Beskyd uprostřed okresu Frýdek-Místek. 

## Popis toku
Baštice pramení při samém okraji Moravskoslezských Beskyd v nadmořské výšce kolem 525 m na severních svazích hory Kyčera (906 m). Po celou cestu až k ústí sleduje potok zhruba severozápadní směr, zprvu teče otevřenou krajinou mezi obcemi Raškovice a Janovice. U Bašky byla v letech 1958 až 1961 na Baštici vybudována vodní nádrž Baška, dnes sloužící především rekreačním účelům. Po opuštění nádrže Baštice zprava přijímá potůček Skaličník, následuje průtok částí Starého Města, kde Baštice těsně před Frýdkem-Místkem v nadmořské výšce 295 m zprava ústí do řeky Ostravice, která její vody unáší dál do Odry.

## Hlavní přítoky
(levý/pravý)
- Skaličník (P)